# Renée-Caroline-Victoire de Froulay

Armes des Froulay.

Renée-Caroline-Victoire de Froullay de Tessé, marquise de Créquy, née au Château de Montflaux à Saint-Denis-de-Gastines le 19 octobre 1714 et morte à Paris le 3 février 1803, est une femme de lettres française célèbre par son esprit.

## Biographie
Renée Caroline Victoire est la fille de Charles François de Froulay, comte de Montflaux, seigneur de Saint-Denis-de-Gastines, lieutenant général des armées du Roi, ambassadeur à Venise, et de Marie Anne Sauvaget. Elle naît en l'absence de son père, ce qui lui fait déclarer, dans ses Souvenirs, qu'elle ignore la date exacte de sa naissance.
Elle se marie le 18 mai 1737, à la chapelle de l'hôtel de Lesdiguières, 10 rue de la Cerisaie, dans le 4e arrondissement de Paris, avec Louis de Blanchefort de Créquy, marquis de Créquy 1686-1741 (l'hôtel de Lesdiguières disparut en 1878). Leur fils est Charles-Marie de Créquy. Elle perd son mari dès 1741. Ses salons furent longtemps, et sous les régimes les plus différents, le rendez-vous de la bonne société.

## LesSouvenirs
Les savoureux Souvenirs de la Marquise de Créquy, censés avoir été entièrement dictés à l'intention de son petit fils mort en 1801 deux ans avant elle, pourraient avoir été plus ou moins transformés par son éditeur Maurice Cousin de Courchamps, ou du moins serions-nous redevables à ce dernier des parties les plus spirituelles du manuscrit, brodées sur la trame de banals souvenirs véridiques. En effet, des véritables lettres de la Marquises qui ont été publiées en 1856 par Édouard Fournier ne laissent pas voir le même esprit.
On y voit défiler des personnages de grande et petite noblesse comme Madame de Maintenon, Madame de Brionne ou Madame d'Urfé, des personnalités comme Voltaire ou Jean-Jacques Rousseau, mais aussi des aventuriers du XVIIIe comme le comte de Saint-Germain, le comte de Cagliostro, Casanova ou le Chevalier de Saint-George, les descriptions minutieuses des châteaux, des décors, des costumes, des usages et des mœurs de la haute noblesse à Paris et en Province, en remontant parfois au milieu du XVIIe siècle.
L'auteur des Souvenirs indique aussi que « sa correspondance doit avoir été délivrée à feu le baron de Breteuil et elle doit appartenir aujourd'hui à Mme la duchesse de Montmorency, petite-fille de M. de Breteuil ». De fait, par testament, elle avait légué son château et domaine de Montflaux à Louis-Auguste Le Tonnelier de Breteuil. Son nom et tous ses titres sont énumérés dans l'inscription de la cloche qu'on voit encore dans le clocher de Larchamp, daté de 1786. Par acte du 29 juillet 1791, elle demandait à être indemnisée de la dîme de Champlain (à Saint-Pierre-des-Landes).
Ils sont publiés en 1834 sous le titre de Souvenirs de la marquise de Crequi (1834-1836, 9 volumes in-8o), firent scandale et furent déclarés apocryphes dès leur parution car leur témoignage sur la noblesse du règne de Louis XV viennent souvent contredire et ridiculiser les origines et les illustrations forgées par les familles arrivées de la Monarchie de Juillet. Leur succès rapporta à son éditeur Courchamps beaucoup d'argent qu'il dépensait en repas somptueux.
Se fondant sur l'existence de références à des sources fictives citées par l'auteur pour appuyer ses dires, Quérard y voit en 1845 un document apocryphe.
Selon Bénédicte Abraham, il s'agirait en réalité des Souvenirs de la marquise de Coigny (née Louise-Marthe de Conflans 1759-1825) que Courchamp avait connue, dont le fils lui avait interdit la publication, et qu'il aurait largement adapté en remplaçant le nom de Coigny par celui de Créquy, famille alors éteinte.

## Sources
- Marie-Nicolas Bouillet  et Alexis Chassang (dir.), « Renée-Caroline-Victoire de Froulay » dans Dictionnaire universel d’histoire et de géographie, 1878 (lire sur Wikisource)
- « Renée-Caroline-Victoire de Froulay », dans Louis-Gabriel Michaud, Biographie universelle ancienne et moderne : histoire par ordre alphabétique de la vie publique et privée de tous les hommes avec la collaboration de plus de 300 savants et littérateurs français ou étrangers, 2e édition, 1843-1865 [détail de l’édition]
- « Renée-Caroline-Victoire de Froulay », dans Alphonse-Victor Angot et Ferdinand Gaugain, Dictionnaire historique, topographique et biographique de la Mayenne, Laval, A. Goupil, 1900-1910 [détail des éditions] (BNF 34106789, présentation en ligne)